# دورناز ألفا
دورناز ألفا (بالإنجليزية: Dornase alfa)‏ هو دواء يُستعمل في علاج:
- التهاب القصبات الحاد[5]
- تليف كيسي[5][6]